# Alec B. Francis
Alec B. Francis, né le 2 décembre 1867 à Londres, Angleterre et mort le 6 juillet 1934 à Hollywood, Californie, États-Unis, est un acteur britannique du cinéma muet. 

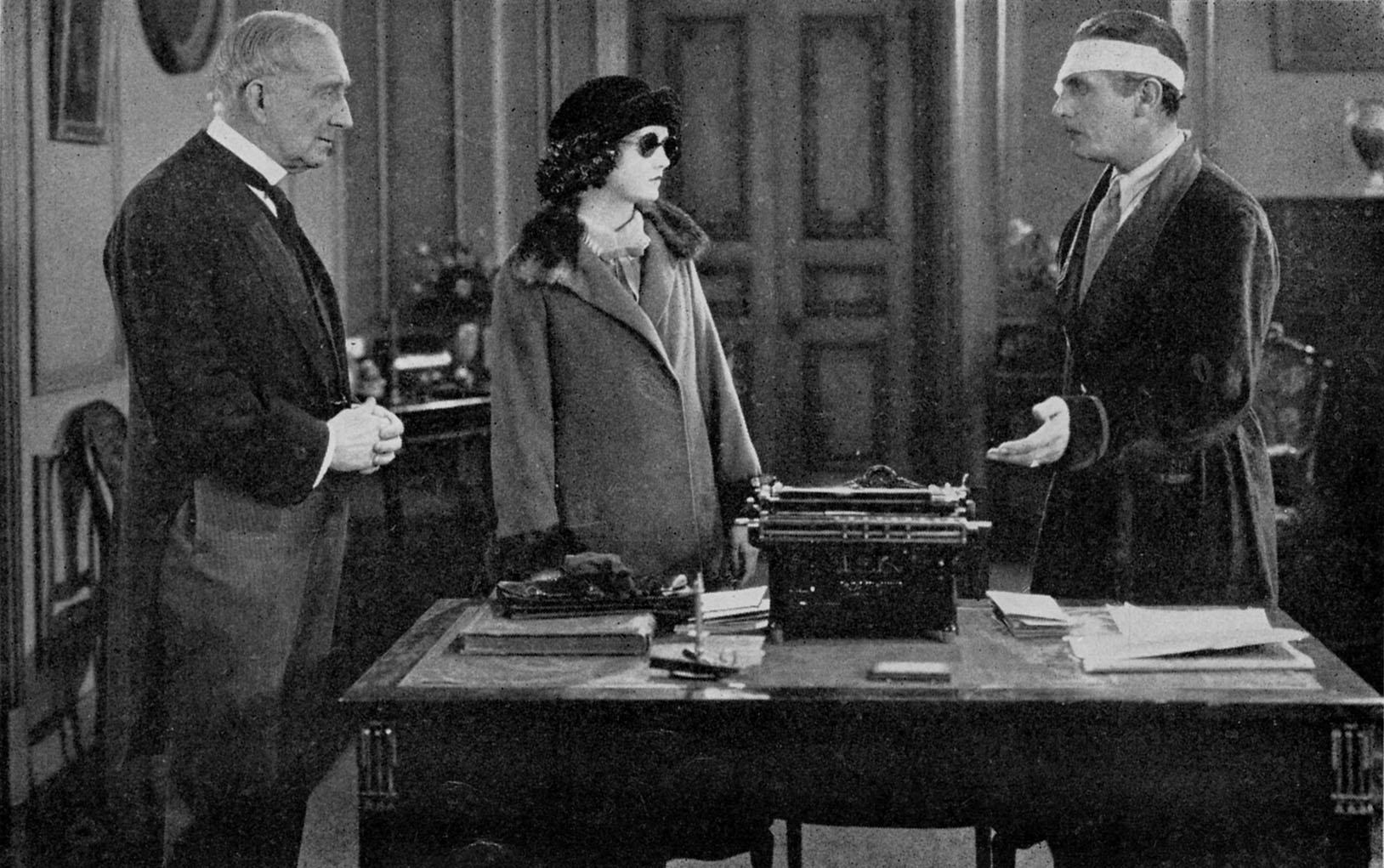
Alec B. Francis (à gauche), Harriet Hammond et Lew Cody dans
Man and Maid (1925)

Il apparaît dans plus de 200 films entre 1911 et 1934.

## Filmographie partielle
- 1912 : Saved from the Titanic de Étienne Arnaud : Le père
- 1912 : Robin Hood de Étienne Arnaud et Herbert Blaché : Shérif de Nottingham
- 1914 : Le Spéculateur (The Pit) de Maurice Tourneur : Cressler
- 1918 : The Cross Bearer de George Archainbaud : frère Joseph
- 1919 : Une idylle dans la tourmente (The World and Its Woman) de Frank Lloyd : le père du prince Orbeliana
- 1919 : When Doctors Disagree de Victor Schertzinger : Dr. Harris, Sr.
- 1919 : L'Appel du cœur (Her Code of Honor) de John M. Stahl : Tom Davis
- 1919 : The Pest de Christy Cabanne
- 1919 : La Fleur enchantée (Heartsease) de Harry Beaumont : Lord Neville
- 1920 : The Butterfly Man de Ida May Park et Louis Gasnier : James Bachelor
- 1920 : L'Affaire Paliser (The Paliser Case) de William Parke : Paliser Sr.
- 1920 : La Galère infernale (Godless Men) de Reginald Barker : Révérend Sam Poor
- 1921 : A Virginia Courtship de Frank O'Connor : Colonel Fairfax
- 1921 : L'Heure suprême (The Great Moment) de Sam Wood : Sir Edward Pelham
- 1921 : Une voix dans la nuit (A Voice in the Dark) de Frank Lloyd : Joseph Crampton
- 1922 : Le Droit d'aimer (Beyond the Rocks) de Sam Wood : Capitaine Fitzgerald
- 1922 : La Victoire du cœur (Smilin' Through) de Sidney Franklin : Dr. Owen
- 1922 : North of the Rio Grande de Rollin S. Sturgeon : le Père Hillaire
- 1922 : The Man Who Saw Tomorrow de Alfred E. Green : Sir William De Vry
- 1923 : Lucretia Lombard de Jack Conway : Juge Winship
- 1923 : L'Araignée et la Rose (The Spider and the Rose) de John McDermott : le Bon Padre
- 1923 : La Sagesse de trois vieux fous (Three Wise Fools) de King Vidor :  Dr Richard Gaunt
- 1923 : Trois Femmes pour un mari (The Eternal Three)  de Marshall Neilan et Frank Urson : Dr Steven Browning
- 1924 : Listen Lester de William A. Seiter : Colonel Dodge
- 1924 : Beau Brummel de Harry Beaumont : Mortimer
- 1925 : Le Prix d'une folie (The Coast of Folly) de Allan Dwan : Le comte de Tauro
- 1925 : Un joueur enragé (The Bridge of Sighs) de Phil Rosen : John Harper
- 1925 : The Circle de Frank Borzage : Lord Clive Cheney
- 1925 : Man and Maid de Victor Schertzinger : Burton
- 1925 : La Marraine de Charley
- 1925 : La Saltimbanque (Thunder Mountain) de Victor Schertzinger : le prédicateur
- 1925 : Extra Dry (Thank You) de John Ford : David Lee
- 1926 : Plein les bottes (Tramp, Tramp, Tramp) de Harry Edwards : Amos Logan
- 1926 : Pals First d'Edwin Carewe
- 1926 : The Return of Peter Grimm de Victor Schertzinger
- 1926 : Trois Sublimes Canailles (3 Bad Men) de John Ford : Révérend Calvin Benson
- 1928 : The Lion and the Mouse de Lloyd Bacon : Juge Ross
- 1928 : Life's Mockery de Robert F. Hill
- 1928 : Le Pâtre des collines (The Shepherd of the Hills) de Albert S. Rogell : David Howitt, le pâtre
- 1929 : The Sacred Flame de Archie Mayo : Dr. Harvester
- 1929 : Evangeline de Edwin Carewe : Père Felician
- 1929 : La Dame de cœur (The Mississippi Gambler) de Reginald Barker : Junius Blackburn
- 1930 : À la hauteur (Feet First) de Clyde Bruckman : Mr. Carson
- 1930 : The Case of Sergeant Grischa de Herbert Brenon : Général von Lychow
- 1931 : Mata Hari de George Fitzmaurice : Major Caron
- 1931 : Arrowsmith de John Ford : Twyford
- 1932 : Révolte à Sing Sing (The Last Mile) de Samuel Bischoff : Père O'Connor
- 1933 : Oliver Twist de William J. Cowen : Mr. Brownlow